# Evan Engram
Evan Michael Engram (Powder Springs, 12 settembre 1994) è un giocatore di football americano statunitense che milita nel ruolo di tight end per i Denver Broncos della National Football League (NFL).

## Carriera universitaria
Engram al college giocò a football con gli Ole Miss Rebels dal 2013 al 2016. In quattro stagioni totalizzò 162 ricezioni per 2.320 yard e 15 touchdown, venendo inserito nella formazione ideale della Southeastern Conference nel 2014 e nel 2016 e premiato come All-American nell'ultimo anno.

## Carriera professionistica

### New York Giants
Il 27 aprile 2017, Engram fu scelto come 23º assoluto nel Draft NFL 2017 dai New York Giants. Debuttò come professionista partendo come titolare nella gara del primo turno contro i Dallas Cowboys ricevendo 4 passaggi per 44 yard. Il primo touchdown lo segnò la settimana successiva su passaggio di Eli Manning contro i Detroit Lions. La sua prima stagione si concluse con 64 ricezioni per 622 yard e 6 touchdown venendo inserito nella formazione ideale dei rookie dalla Pro Football Writers of America.
Nel 2020 Engram fu convocato per il suo primo Pro Bowl (non disputato a causa della pandemia di COVID-19) dopo avere fatto registrare 63 ricezioni per 654 yard e un touchdown.

### Jacksonville Jaguars
Il 14 marzo 2022 Engram firmò un contratto di un anno con i Jacksonville Jaguars. Nel 14º turno disputò una delle migliori gare in carriera, ricevendo 11 passaggi per 162 yard e 2 touchdown dal quarterback Trevor Lawrence nella vittoria in casa dei Tennessee Titans. La prima stagione regolare in Florida si concluse con i nuovi primati personali in ricezioni (73) e yard ricevute (766), segnando 4 touchdown. Nel primo turno di playoff guidò la squadra con 93 yard ricevute e un touchdown, con i Jaguars che rimontarono uno svantaggio di 27-0 contro i Los Angeles Chargers, andando a vincere per 31-30.
Il 2 marzo 2023 i Jaguars applicarono su Engram la franchise tag. Il 16 luglio firmó un nuovo contratto triennale del valore di 41,25 milioni di dollari. A fine stagione si classificò quarto nella NFL con 114 ricezioni, oltre a un nuovo primato personale di 963 yard ricevute, venendo convocato per il suo secondo Pro Bowl al posto di Travis Kelce, impegnato nel Super Bowl LVIII.
Il 6 marzo 2025 Engram fu svincolato.

### Denver Broncos
Il 12 marzo 2025 Engram firmò un contratto biennale del valore di 24 milioni di dollari con i Denver Broncos, 16,5 milioni dei quali garantiti.

## Palmarès
- Convocazioni al Pro Bowl: 2

2020, 2023
- PFWA All-Rookie Team - 2017